# Porta Pia

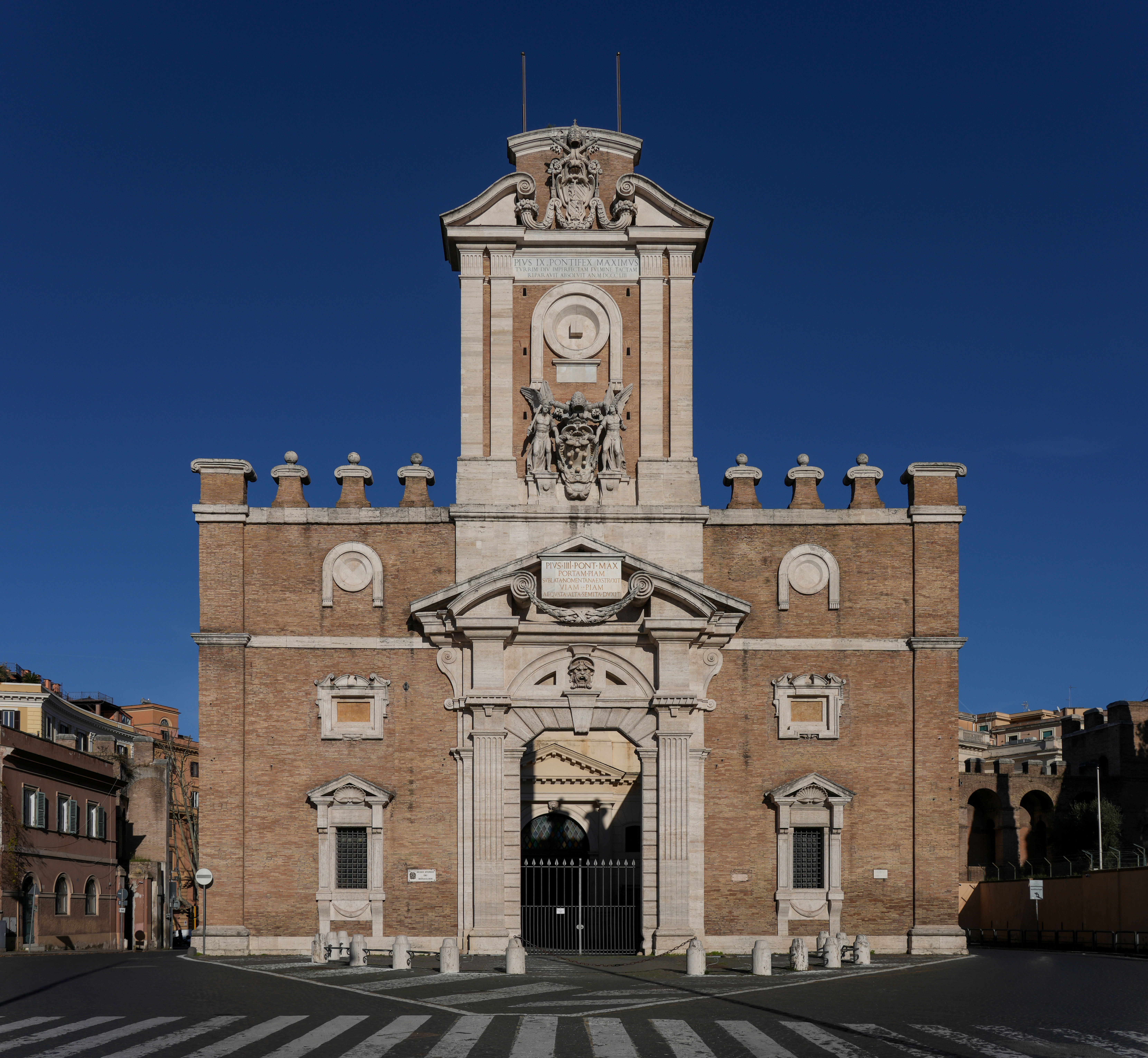
Porta Pia med den inre fasaden mot Via Venti Settembre.

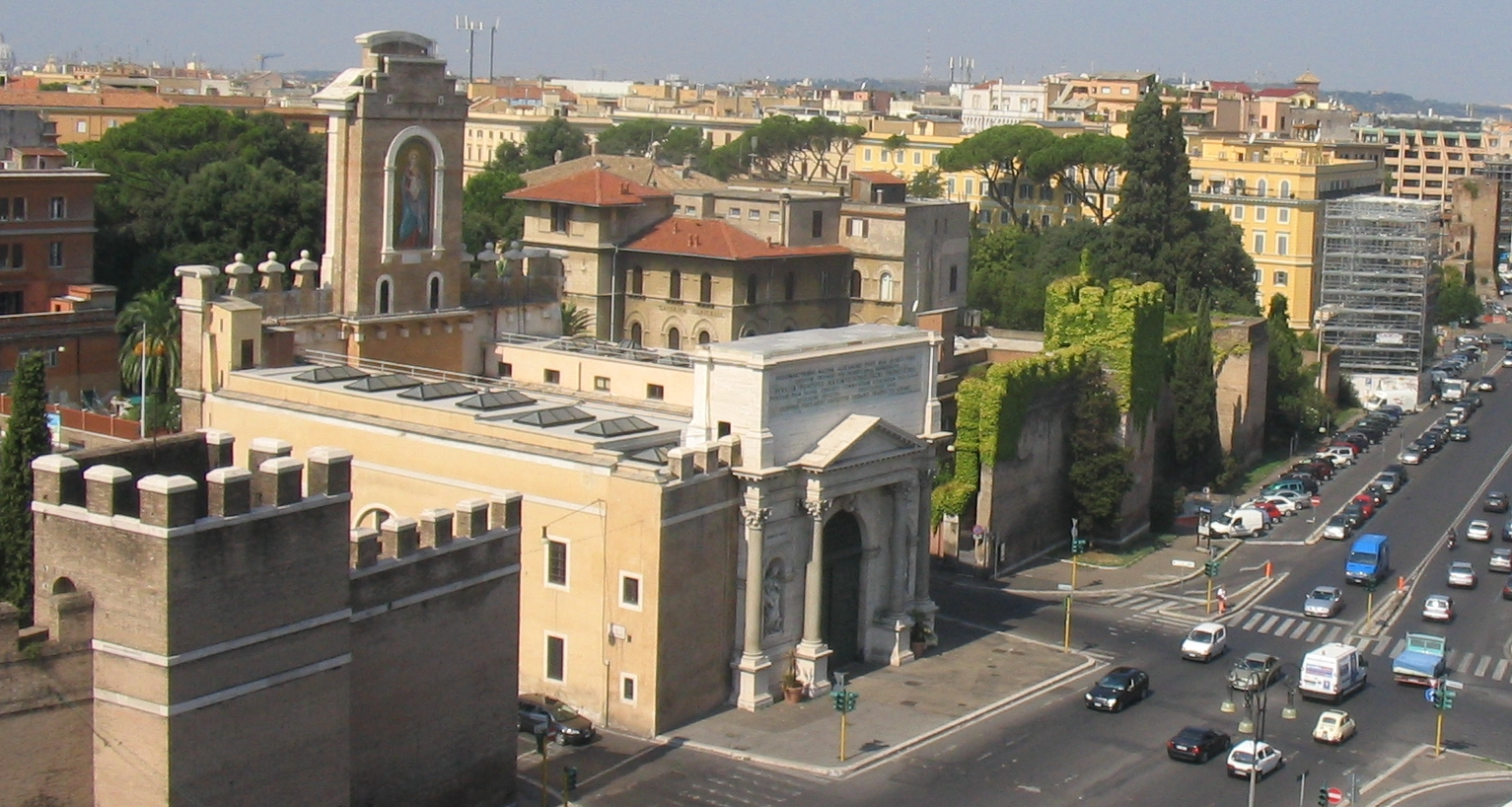
Porta Pia med den yttre fasaden mot Via Nomentana.

Porta Pia är en stadsport i Aurelianusmuren i Rom, uppkallad efter påve Pius IV (Giovanni Angelo de' Medici). 
Porten är belägen i slutet av Via Venti Settembre, tidigare benämnd Via Pia. Porta Pia ritades av Michelangelo och uppfördes mellan 1561 och 1565. Den inre fasaden är av Michelangelos hand, medan den yttre, i form av en triumfbåge, fullbordades 1869 av Virginio Vespignani. Den yttre fasaden hyser skulpturer föreställande helgonen Agnes och påve Alexander I, utförda av Francesco Amadori.
I dekorationen av portens inre fasad tog Michelangelo upp motivet från påvens heraldiska vapen. Globerna från det mediceiska vapnet kröner portens tinnar. I det dekorativa schemat har arkitekten även infogat offerskålar med hängande band. Michelangelos assistent Giacomo del Duca formgav övervåningens påvevapen med flankerande änglar, vilka skulpterades av Nardo de' Rossi. Voluterna med festonger i pedimentet som kröner portalen tog Giacomo del Duca senare upp i fasaden till kyrkan Santa Maria in Trivio.
Dedikationsinskriften över portalen lyder:

## Bilder

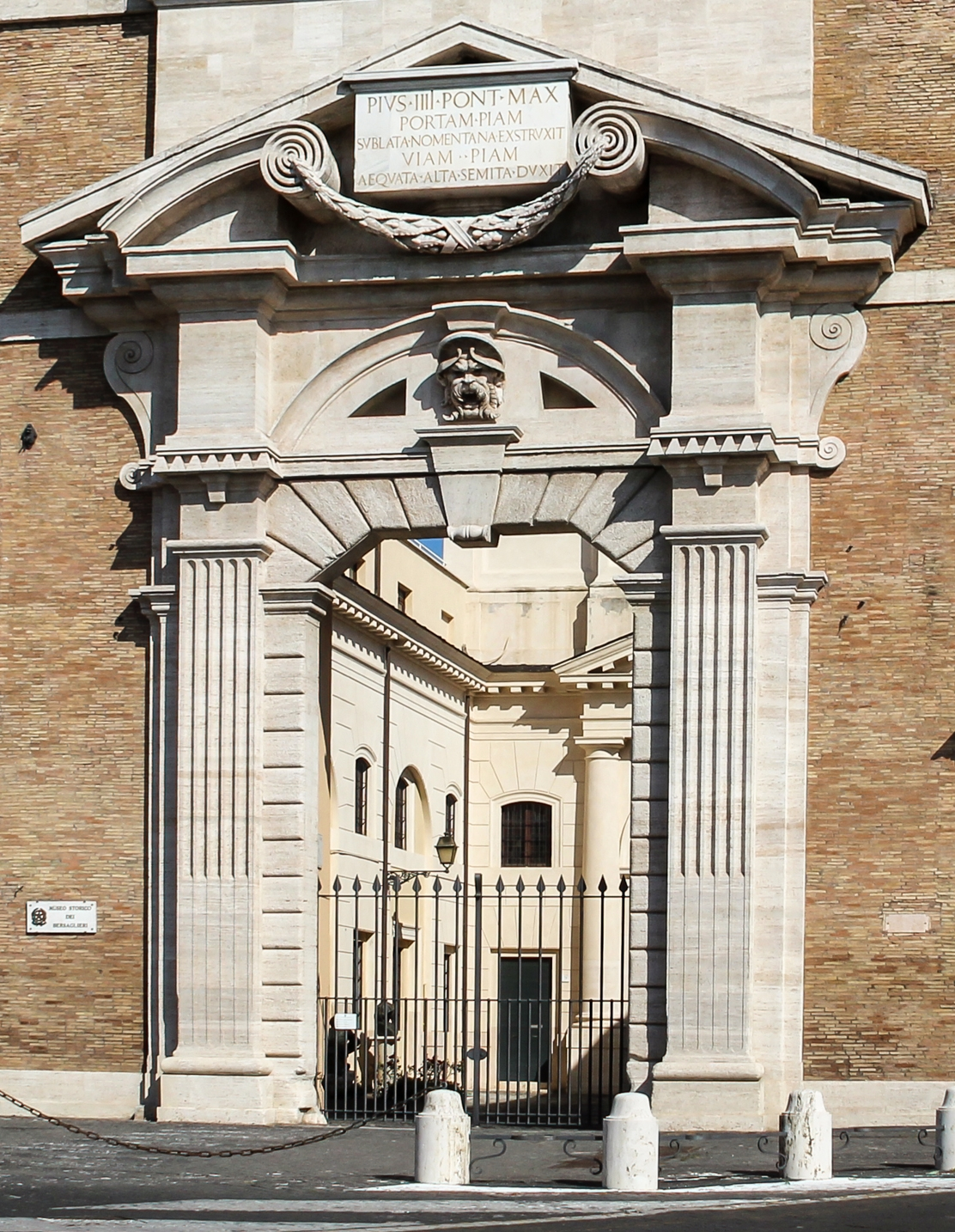
Den inre fasadens portal.
Påve Pius IV:s vapen.
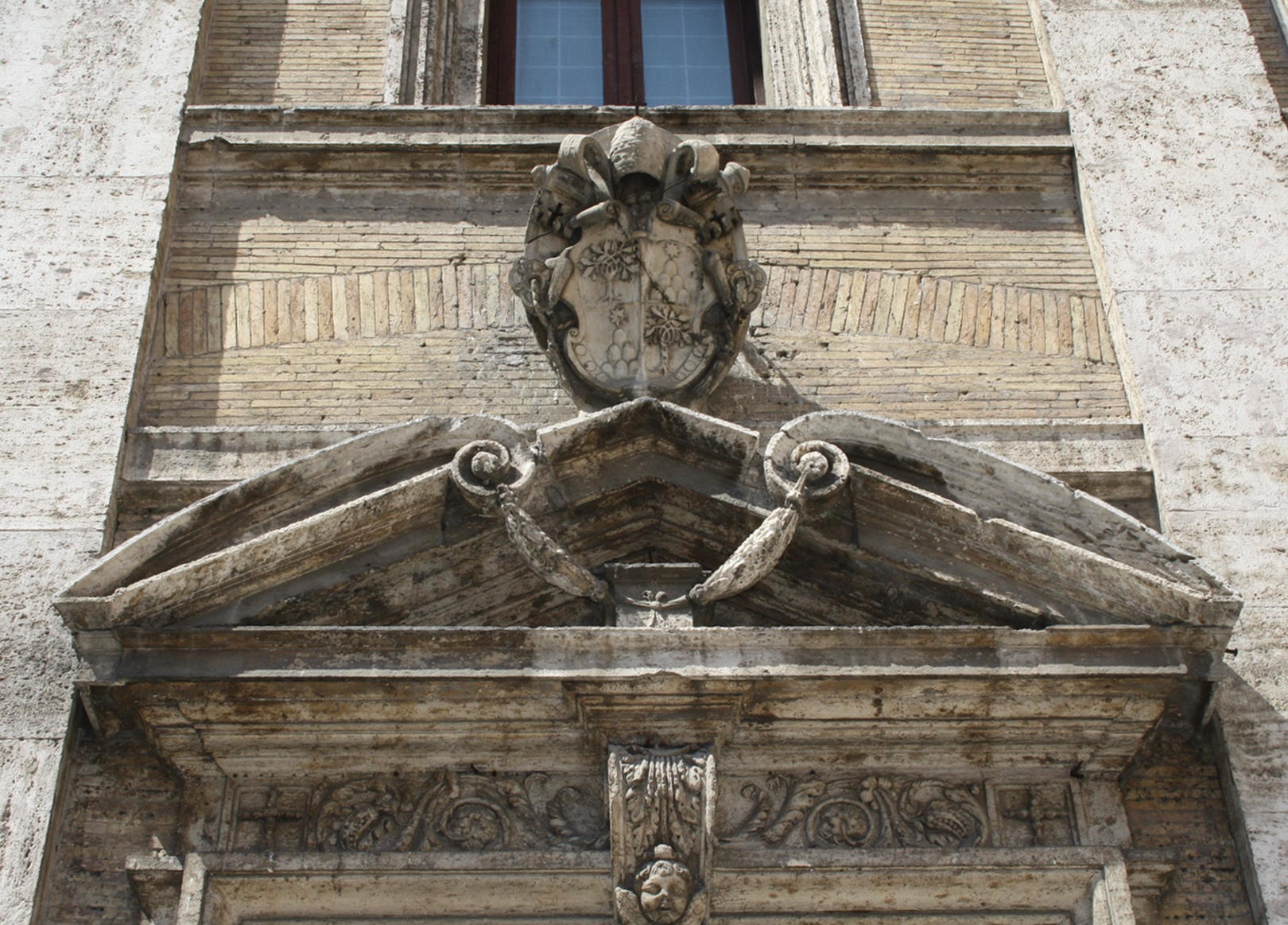
Portalens pediment i fasaden till kyrkan Santa Maria in Trivio.

### Webbkällor
- Benedetti, Sandro (23 mars 1988). ”DEL DUCA, Giacomo”. Dizionario Biografico degli Italiani – Volume 36. http://www.treccani.it/enciclopedia/giacomo-del-duca_%28Dizionario-Biografico%29/. Läst 1 februari 2016.